# Crellin (Maryland)
 (juillet 2025).
Crellin est une census-designated place située dans le comté de Garrett, dans l’État du Maryland, aux États-Unis. Lors du recensement de 2020, elle comptait 210 habitants.